# Холли (роман)
«Холли» (англ. Holly) — детективный роман американского писателя Стивена Кинга, опубликованный 5 сентября 2023 года издательством Scribner. Главным протагонистом произведения является частный детектив Холли Гибни, любимая героиня Кинга, впервые появившаяся в трилогии о Билле Ходжесе («Мистер Мерседес», «Кто нашёл, берёт себе» и «Пост сдал»), а также появлявшаяся в романе «Чужак» и повести «Будет кровь». Отрывок из Холли был опубликован в Entertainment Weekly 23 января 2023 года.

## Сюжет
Когда Пенни Даль звонит в детективное агентство «Найдём и сохраним» в надежде на помощь в поиске пропавшей дочери, Холли не хочет браться за дело. У её партнера Пита ковид, а мать только что умерла, и Холли как никогда нуждается в отпуске. Но что-то в отчаянном голосе Пенни Даль не позволяет Холли отказать ей.
В нескольких кварталах от того места, где пропала Бонни Даль, живут профессора Родни и Эмили Харрис. Они представляют собой образец буржуазной респектабельности: женатые восьмидесятилетние, преданные друг другу пенсионеры, всю жизнь занимающиеся наукой. Но они скрывают грязную тайну в своём ухоженном, заставленном книгами доме и это может быть связано с исчезновением Бонни.
Почти невозможно понять, что замышляют Харрисы: они сообразительны, терпеливы и безжалостны. Холли должна задействовать все свои таланты, чтобы перехитрить эту изворотливую пару профессоров.

## Связи с другими произведениями Кинга
В романе имеются отсылки на произведения «Кэрри», «Мистер Мерседес», «Кто нашёл, берёт себе», «Пост сдал», «Чужак», «Будет кровь».

## История переводов на русский язык
Несмотря на то, что Стивен Кинг отказался выпускать новые книги в России после начала вторжения на Украину, в ноябре 2023 года в сети появился любительский перевод, сделанный бывшим студентом минского иняза (МГЛУ) Ернаром Шамбаевым. 
В декабре 2023 года появился второй перевод, сделанный группой Magnet Letters, которая в прошлом году перевела книгу «Сказка».